# Turmero
Turmero é uma cidade da Venezuela localizada no estado de Aragua. Turmero é a capital do município de Santiago Mariño.